# Laaouama
Laaouama (franska: Laaouama (CR), Laaouama (Commune Rurale), arabiska: اجوامعة) är en kommun i Marocko.   Den ligger i provinsen Fahs-Anjra och regionen Tanger-Tétouan-Al Hoceïma, i den norra delen av landet, 210 km nordost om huvudstaden Rabat. Antalet invånare är 20 541.